# Zawisza Czarny van Garbow

Familiewapen Sulima

Zawisza 'Czarny' van Garbow en Rożnów (Latijn: Zawissius Niger de Garbow et Rożnów) (c. 1379 - 12 juni 1428) was een Poolse ridder, edelman en diplomaat onder Wladislaus II Jagiello en later Keizer Sigismund. Zijn zwarte haar en speciaal gemaakte zwarte harnas bezorgde hem de bijnaam de Zwarte.

## Achtergrond
Zawisza werd in een lokaal adellijk geslacht van de Sulima-clan geboren als zoon van Mikolaj en Dorota van Garbow in een gezin met twee broers: Piotr Kruczek en Jan Farurej van Garbow. Zijn vader was kastelein van konarsko-sieradzki. Zawisza trouwde in 1397 met Barbara van Pilawa, nicht van de bisschop Piotr Wysz. Zawisza kreeg vier zoons, waarvan drie als ridder zouden sneuvelen.

## Ridder
Als ridder vocht hij samen met zijn broer Jan Farurej voor vele jaren tegen de Turken in dienst van de Poolse koning en keerde terug om deel te nemen aan de Slag bij Tannenberg (1410). Zawisza bemiddelde tussen Wladislaus II Jagiello en Keizer Sigismund en was aanwezig bij de ratificatie van het vredesverdrag in 1411. Hij was ook aanwezig bij de plechtige vergadering tussen Wladislaus II, keizer Sigismund en Tvrtko II van Bosnië in Boeda in 1411 en was deelnemer van het bijhorende riddertoernooi. In 1416 versloeg Zawisza de prins en 2e hertog van Peñafiel Johan II van Aragón in een riddertoernooi te Perpignan. In 1420 trok hij als ridder van Sigismund ten strijde tegen de Hussieten en werd op 21 december 1421, tijdens de Slag bij Kutná Hora, gevangen genomen. Zawisza werd vrijgekocht en nam in 1428 deel aan het Beleg van Golubac als bevelhebber van 500 Poolse ridders. Hij sneuvelde in de rugdekking van de vluchtende Sigismund op 12 juni 1428. In november 1428 vond er in de Franciscanenkerk van Krakau een symbolische begrafenis plaats.
Sigismund schonk hem het stadje Sabinov uit dankbaarheid voor zijn verdiensten.

## Diplomaat
Als diplomaat werd Zawisza in 1414 met vijf andere afgevaardigden naar de Concilie van Konstanz gestuurd. Hij was een van de weinige die tegen het vervolgen van Johannes Hus was. Ook verbleef hij meerdere keren als Poolse diplomaat aan het hof van Keizer Sigismund. Een van zijn diplomatieke missies was om een huwelijk tussen de Poolse koning en Sophia van Beieren, weduwe van Wenceslaus van Luxemburg, te onderhandelen.

## Titels
1417: Starost van Kruszwica.

1420: Statorst van Spiš.

## Nageslacht
- Marcin, gesneuveld in de Slag bij Varna in 1444.
- Stanisław van Rożnów, idem.
- Zawisza II
- Jan van Rożnów, starost van Koło, gesneuveld in de Slag bij Chojnice in 1454
- Barbara

## Herinnering
In 2010 werd er in Stary Garbow een 2,5 meter hoog monument voor Zawisza opgericht en in 2012 volgde een plaquette in de Franciscanenkerk van Krakau. Ook staat er een monument bij het fort van Golubac. Een zeilboot uit 1952 is vernoemd naar de ridder. In 2016 begonnen archeologen onder leiding van het Nationaal Instituut van Erfgoed een zoektocht naar het geboortegrond van Zawisza. De kosten voor dit onderzoek zijn berekend op 40.000 zloty.

## Galerij

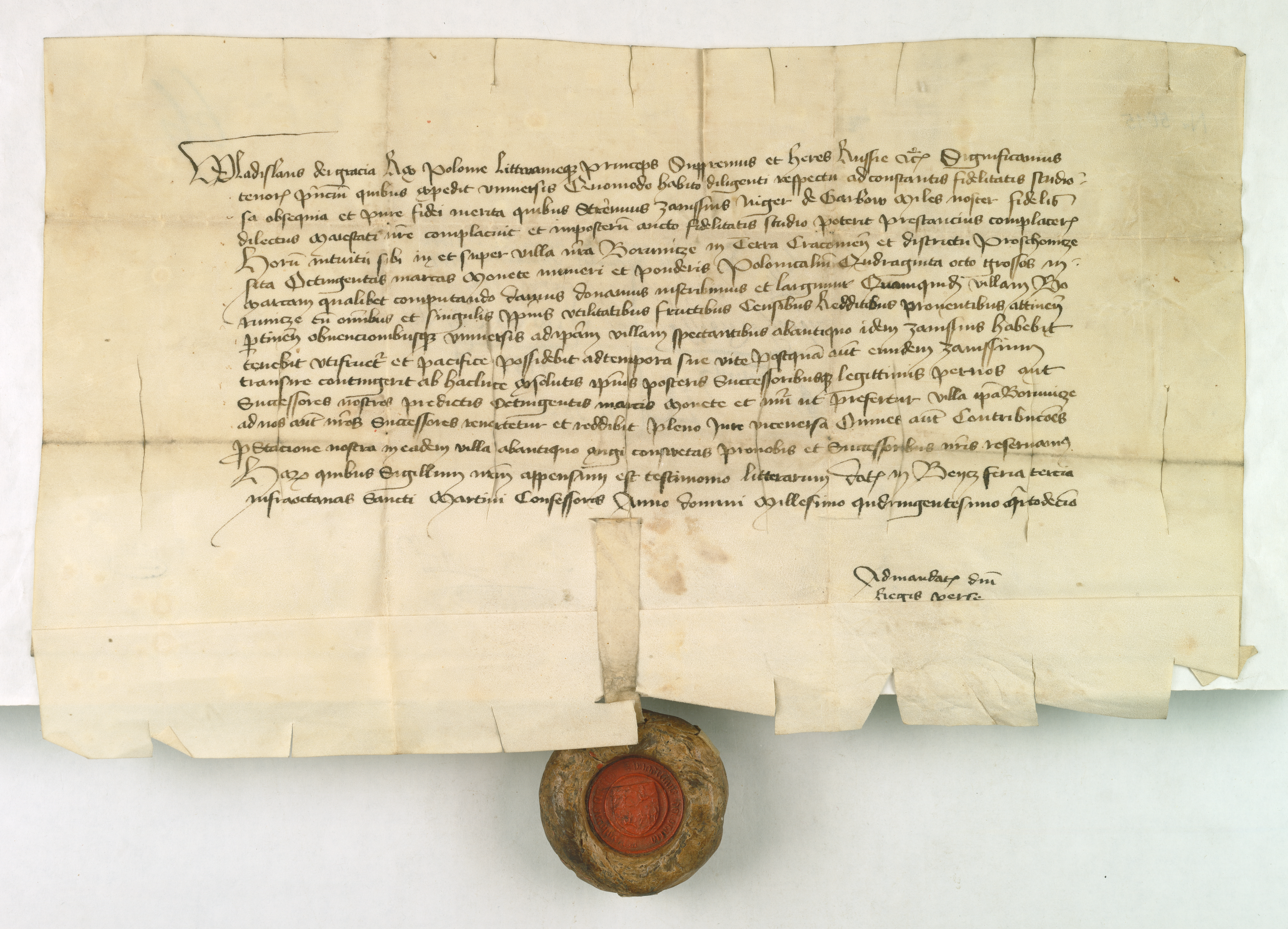
Schenking van 800 'grzywna' door koning Wladislaus II Jagiello aan Zawisza Czarny in 1414.
Jan Matejko's schilderij Bitwa pod Grunwaldem
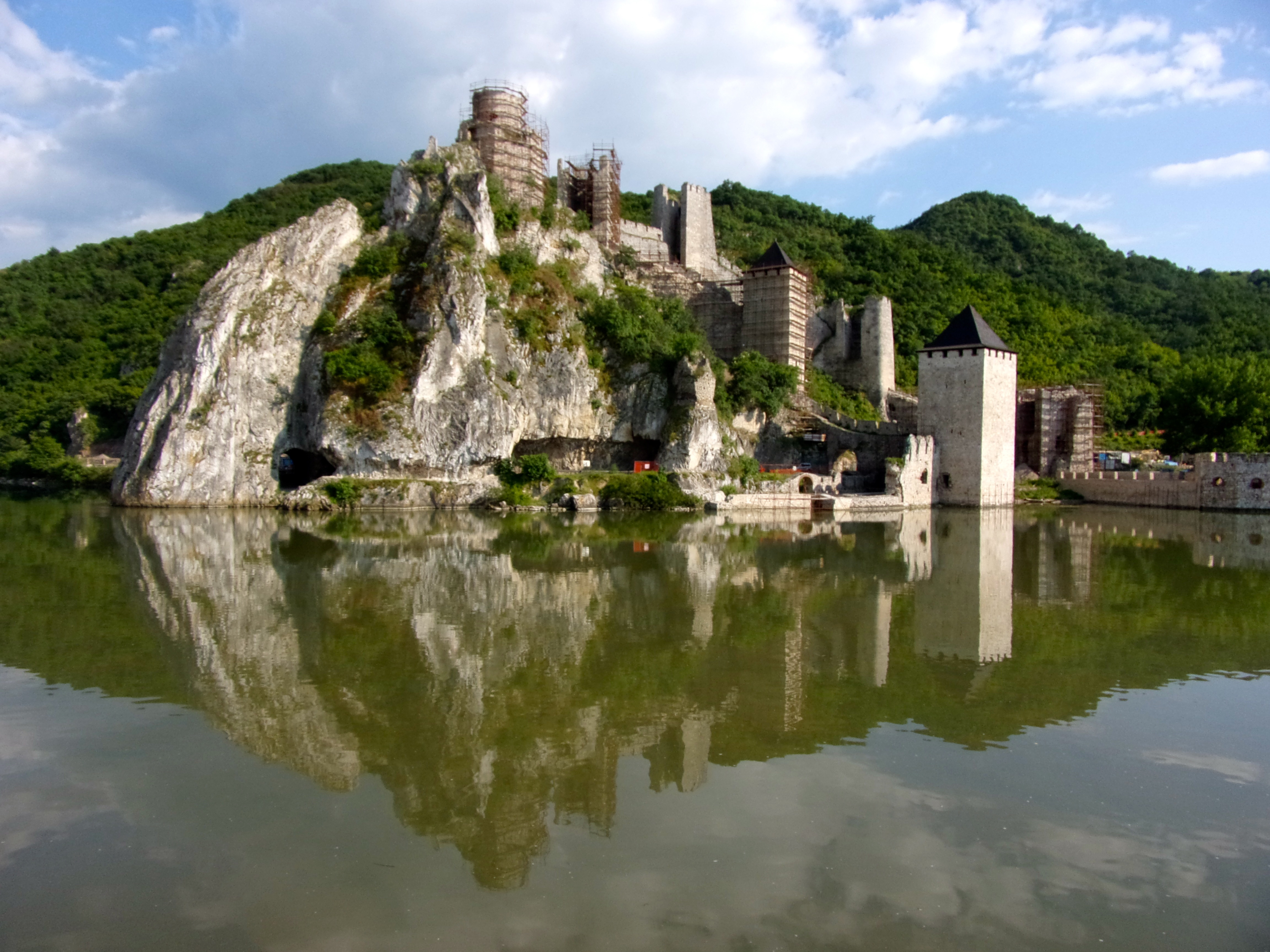
Fort van Golubac
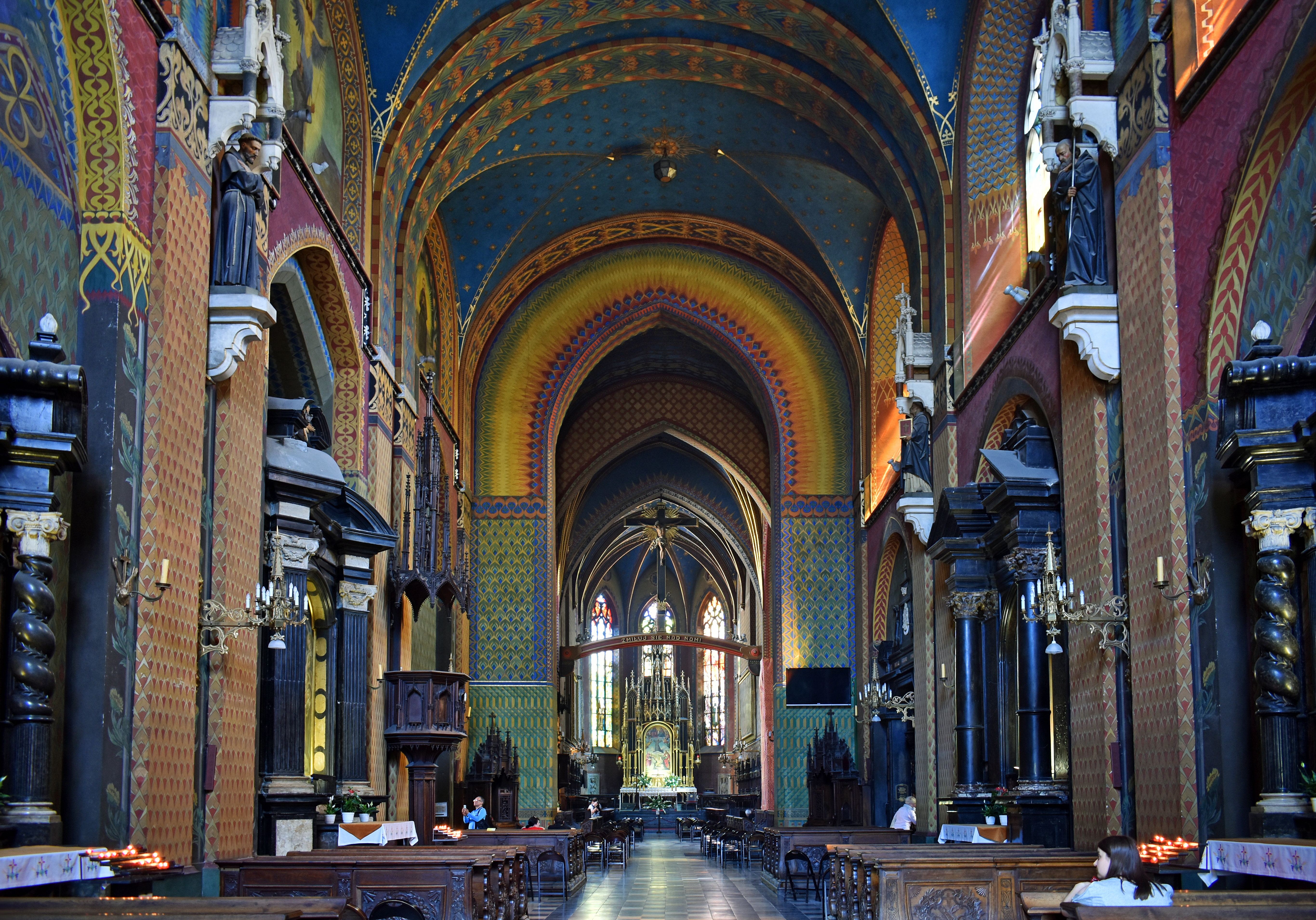
Franciscanenkerk in Krakau